# Ottokar Wüst
Ottokar Wüst im Gespräch mit Hermann Gerland, 1. Mai 1976

Link zum Bild

Ottokar Wüst (* 22. Dezember 1925 in Bochum; † 18. Juni 2011 ebenda), auch kurz Otto Wüst, war ein deutscher Fußball-Funktionär. Wüst war von 1966 bis August 1993 Präsident des VfL Bochum.

## Frühe Jahre bis zur Präsidentschaft
Schon als Jugendlicher spielte Wüst für den VfL Fußball. Mit 37 Jahren trat der Sohn des früheren Vorsitzenden des VfL-Vorgängers Germania und nach der Fusion 1938 zum VfL als Leiter der Fußballabteilung wirkenden Otto Wüst im Jahr 1962 erstmals für ein Vorstandsamt im VfL an. Der VfL trug 1962/63 seine Verbandsspiele in der 2. Liga West aus und war 1963/64 zum Start der Fußball-Bundesliga nicht für die Zweitklassigkeit der Fußball-Regionalliga West qualifiziert und trat ab der neuen Klasseneinteilung in der Amateurliga Westfalen an. Gemeinsam mit Dr. Fritz Schleier leitete er die Vereinsgeschicke und verpflichtete mit Hubert Schieth den Aufstiegstrainer der Runde 1964/65 in die Regionalliga West.

## Präsidentschaft VfL Bochum
1966 wurde Ottokar Wüst zum Präsidenten gewählt. In den folgenden 27 Jahren seiner Präsidentschaft fiel zunächst 1968 mit Trainer Hermann Eppenhoff der erste Einzug des damaligen Regionalligisten VfL Bochum in ein DFB-Pokalfinale, welchen das Team erstmals in ganz Fußball-Deutschland bekannt machte. Drei Jahre später folgte Bochums Aufstieg – ebenfalls mit Eppenhoff – in die 1. Bundesliga im Sommer 1971. In den folgenden Jahren gehörte Wüst zu den entschiedensten Befürwortern eines Stadion-Neubaus in Bochum, der schließlich 1979 mit der Eröffnung des Ruhrstadions verwirklicht wurde.
Trotz großer finanzieller Engpässe und regelmäßiger Verkäufe von Leistungsträgern wie Franz-Josef Tenhagen, Heinz-Werner Eggeling, Hans Walitza oder Christian Schreier gelang es Wüst in der Folge, den VfL Bochum in der 1. Bundesliga zu halten. Dazu beigetragen haben auch die unter seiner Präsidentschaft wirkenden Trainer Heinz Höher (1972–1979), Helmuth Johannsen (1979–1981), Rolf Schafstall (1981–1986), Hermann Gerland (1986–1988), Franz-Josef Tenhagen (1988/89), Reinhard Saftig (1989–1991), Holger Osieck (1991-Oktober 1992) und Jürgen Gelsdorf (6. November 1992 bis 6. November 1994). Dank seiner Beredsamkeit konnte er Mitarbeiter und Spieler überzeugen, konnte er für seinen Verein und seine Ideen begeistern. Die Verpflichtungen der Spieler Horst Christopeit, Heinz Höher, Werner Krämer, Hans Walitza, Michael Lameck und Stefan Kuntz waren ebenso Belege seines Wissens über das Fußballgeschäft und sein strategisches Denken wie die Förderung und Pflege der erfolgreichen Jugendabteilung des VfL, aus der Talente wie Werner Balte, Frank Benatelli, Heinz-Werner Eggeling, Michael Eggert, Hermann Gerland, Frank Heinemann, Hans-Jürgen Köper, Martin Kree, Thorsten Legat, Peter Peschel und andere den Weg in die Ligamannschaft gefunden haben. Erst 1993, am Ende der Amtszeit von Ottokar Wüst als VfL-Präsident, stand der erste Bundesliga-Abstieg in der Vereinsgeschichte des VfL. In diesem Jahr übergab Wüst die Amtsgeschäfte als VfL-Präsident an Werner Altegoer. Seitdem war Ottokar Wüst Ehrenpräsident des VfL.

## Privat
Wüst, dessen Vater ebenfalls Vorsitzender eines Vorgängervereins des VfL war, war hauptberuflich Inhaber eines Herren-Bekleidungsgeschäftes in der Bochumer Innenstadt. Er starb am 18. Juni 2011 nach schwerer Krankheit im Alter von 85 Jahren im Augusta-Krankenhaus in Bochum.

## Auszeichnungen
- 1994: Ehrenring der Stadt Bochum[3]